# Arquitrabe de Sagunto
El arquitrabe de Sagunto es una pieza arqueológica formada por dos fragmentos encontrados de manera separada en 1802 y 1974 en Sagunto, provincia de Valencia, España, datada hacia el siglo II a. C.
La pieza contiene una inscripción aparentemente bilingüe latín-íbero, por lo que ha sido comparada con la piedra de Rosetta, pero los expertos no han logrado establecer con seguridad si las palabras en latín e íbero se corresponden.

## Características
Se trata de dos fragmentos de un arquitrabe formando un bloque paralelepípedo parte de una columnata, quebrado por su centro e incompleto. El primero de los fragmentos mide 27×12,5×19 cm y el segundo 12,5×20×19 cm, con una longitud total de 39,5 cm.

## Texto
La pieza tiene inscritas dos líneas incompletas de texto, la primera en latín y la inferior en escritura ibérica nororiental. Las características del soporte hacen poco probable que falte texto por arriba o por abajo, y en sentido longitudinal es bastante improbable que falte texto (fuera de los escasos signos perdidos), pues el texto latino forma una oración completa.
En latín se lee:
...M.F]ABIVS M.L. ISIDORVS COERAV[IT...
Mientras que en íbero se lee:
is]itoŕ tebanen otar koroto[...
Untermann se apoyó en estos dos textos para su propuesta de que tanto el término íbero 'eban' como las variantes 'teban', 'ebanen' y 'tebanen', serían formas equivalentes del verbo latino 'coeravit'.